# Corjeuți, Briceni
Corjeuți este un sat localizat pe Platoul Moldovei de Nord, ce aparține de raionul Briceni, Republica Moldova.

## Geografie

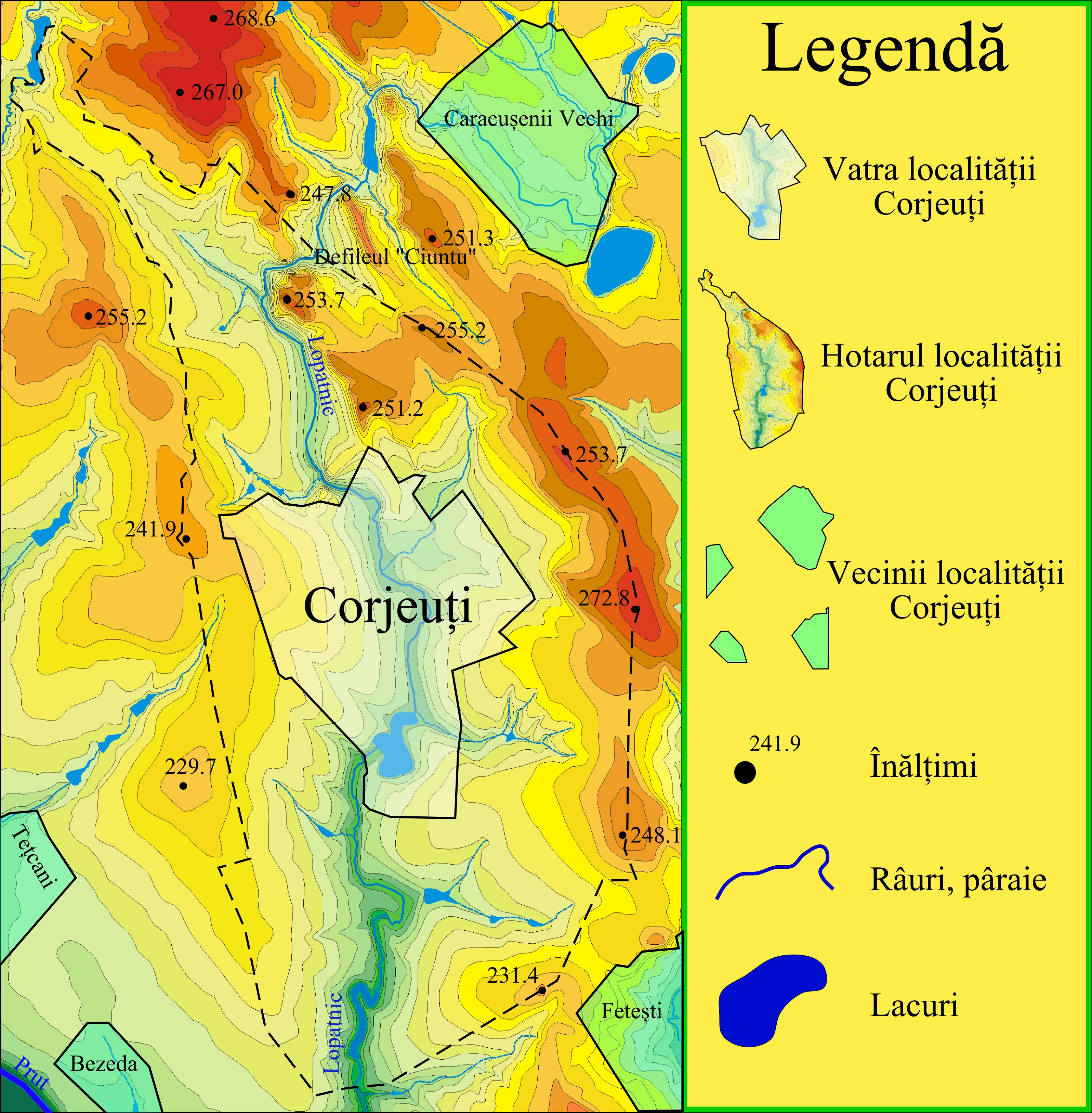
Relieful comunei

Satul este situat pe râul Lopatnic, la o distanță de 25 km de orașul Edineț, la 21 km de stația de cale ferată Lipcani și la 230 km de Chișinău. Vecinii săi sunt: la nord  comuna Beleavinți, la nord-est - Caracușenii Vechi, la est - Trinca, la sud-est - Fetești, la sud - Lopatnic, la sud-vest - Bogdănești, la vest comunele Tețcani și Balasinești. Suprafață totală este de 52.59 km, cu un perimetru de 38.90 km.

### Relief și geologie
La intrare pe teritoriul comunei, râul Lopatnic a săpat un defileu printr-un fost recif – „Defileul Ciuntului” - o componentă a ariei protejate Complexul geologico-paleontologic din bazinul râului Lopatnic. În perimetrul Corjeuților acestă arie se întinde pe o suprafață de 46 ha. Defileul se caracterizează prin maluri abrupte – cu stânci tăiate aproape vertical și blocuri masive de calcar cu o configurație bizară. Fundamentul geologic al defileului este reprezentat de soluri nisipoase acoperite cu concrețiuni sferice de litotamniu peste care s-au depus resturi calcaroase de moluște, briozoare, diatomee care au format recife - mărturii ale întinderii Măriii Sarmatice și Tortoniene peste acest ținut. Pe versanții acestor stânci apa și vântul au creat câteva peșteri. De asemenea, pe malul drept al Lopatnicului, chiar la marginea nordică a satului, este amplasată Stânca Țiglău, formațiune ocrotită a cărei existență este amenințată în prezent de faptul că de două decenii localnicii sapă la temelia acesteia pentru a extrage material de construcție. 
Complexul geologic și paleontologic Caracușenii Vechi – Corjeuți

Complexul în apropiere de Caracușenii Vechi.
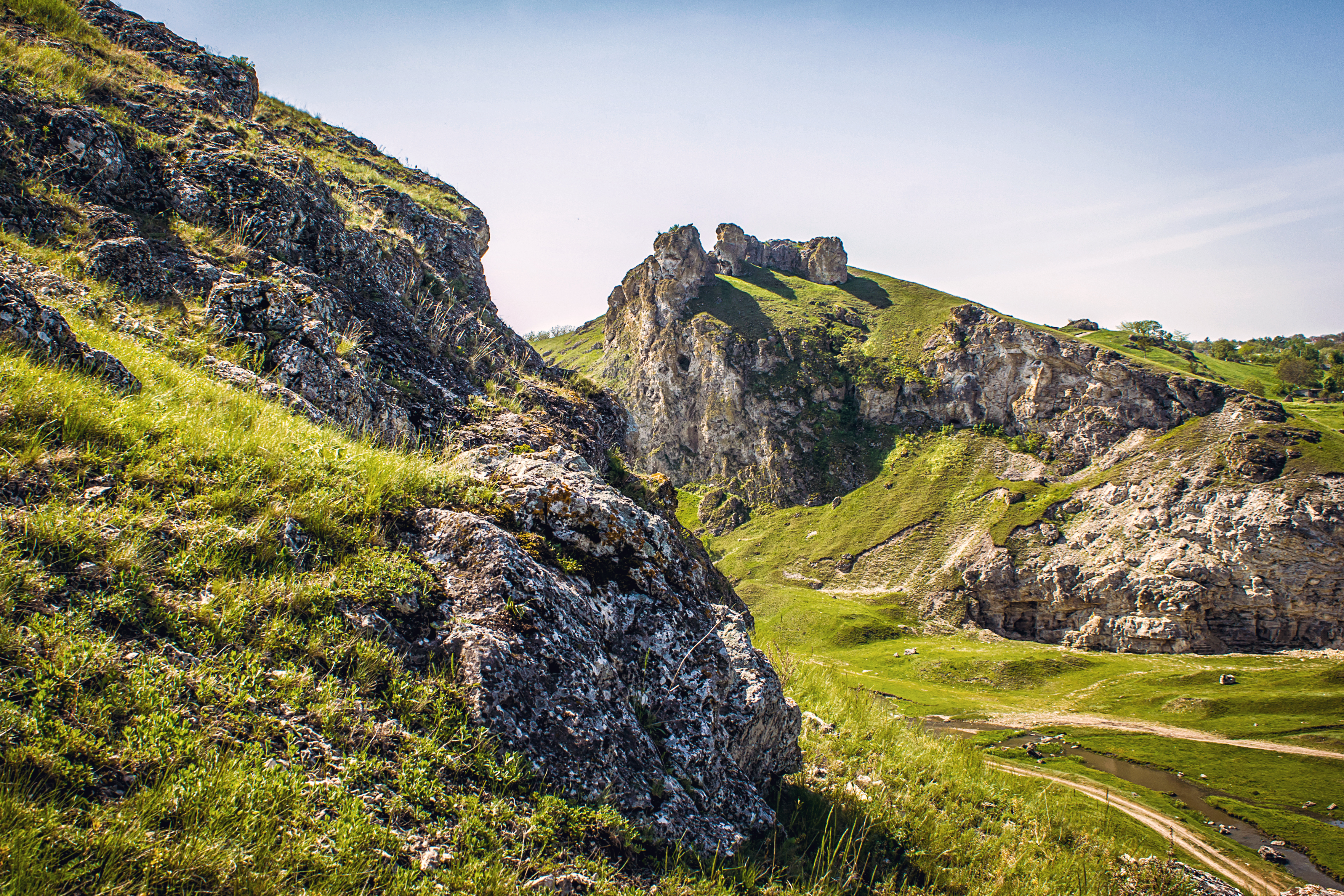
Lângă Corjeuți
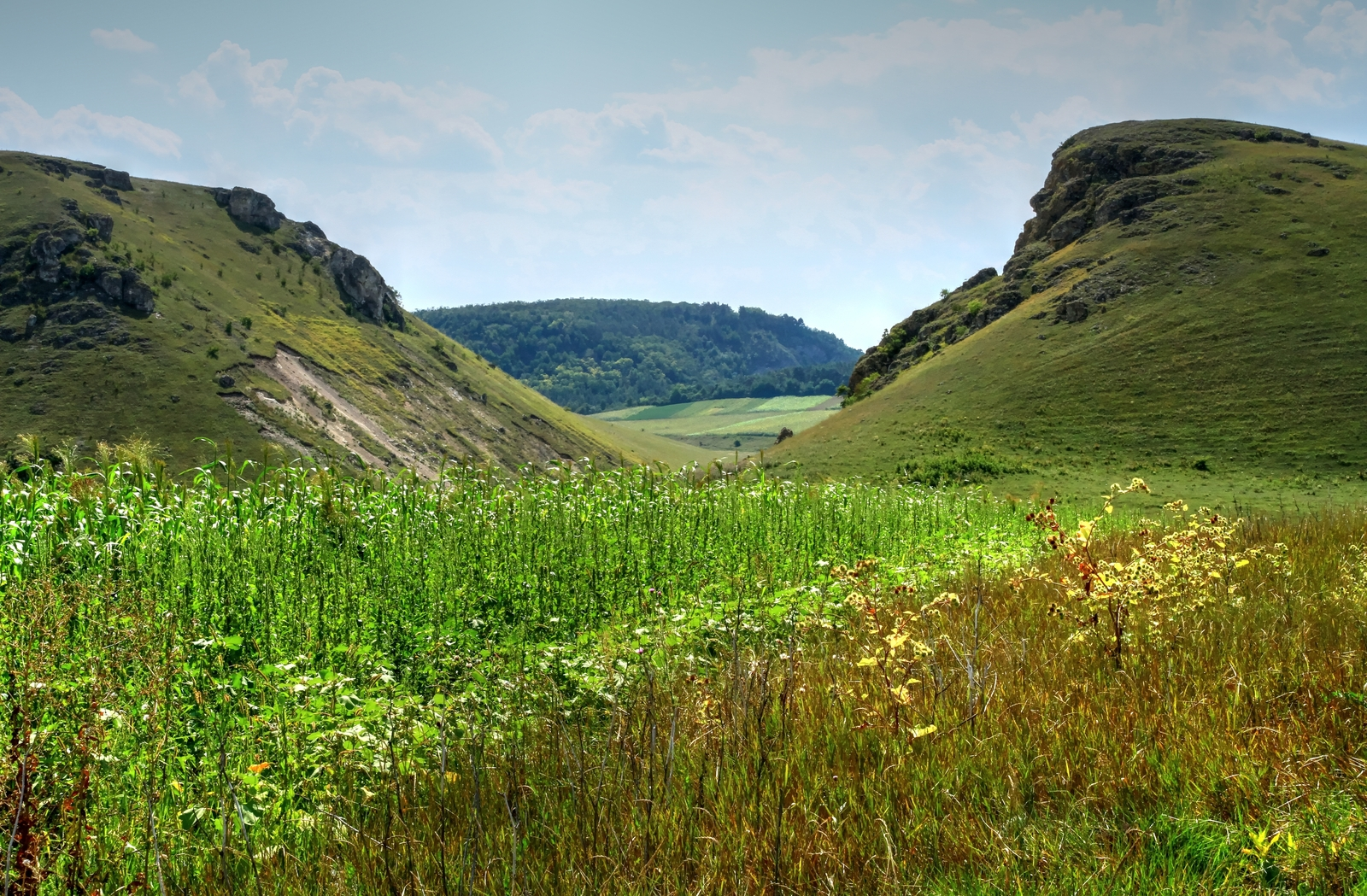
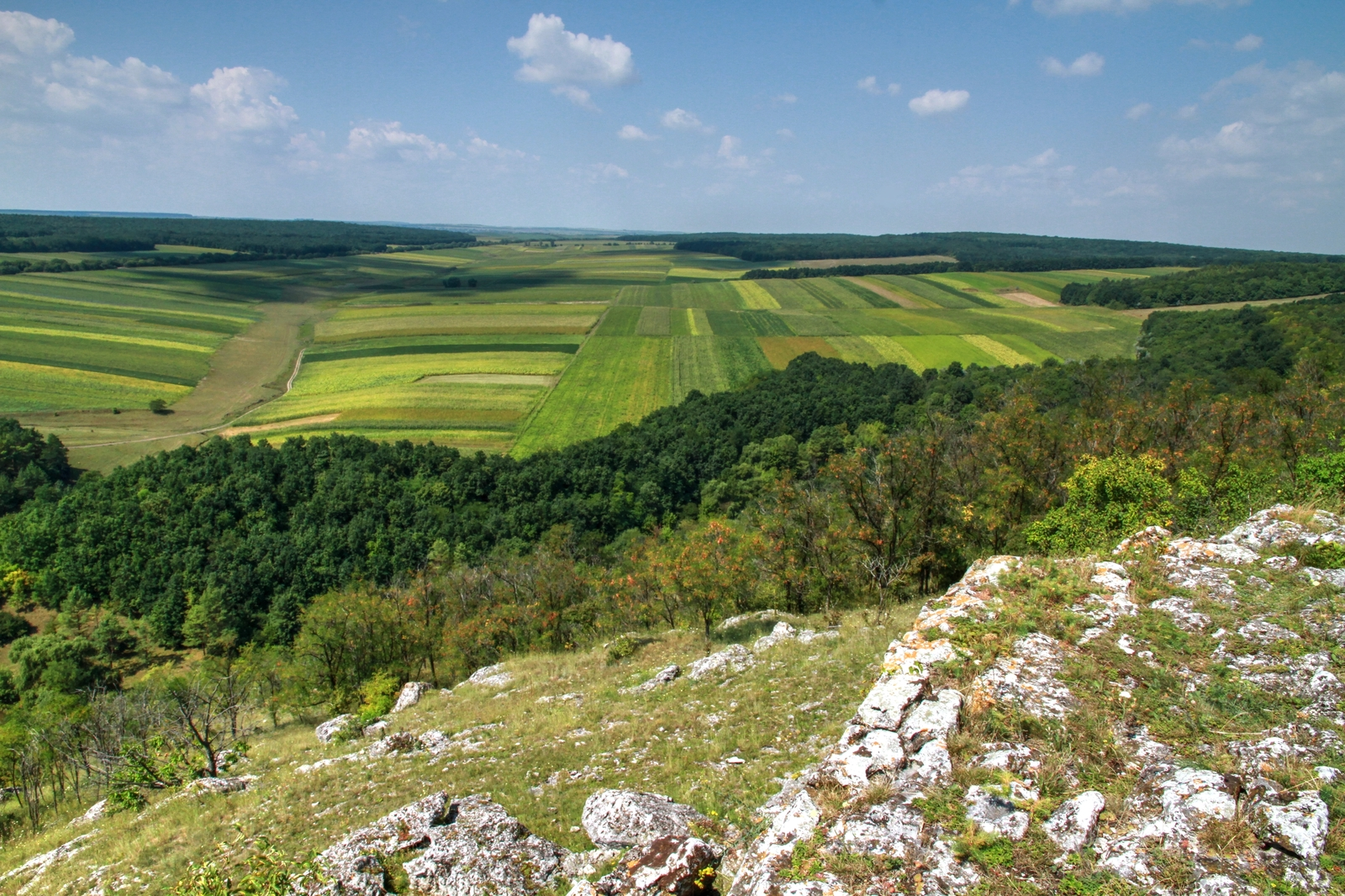
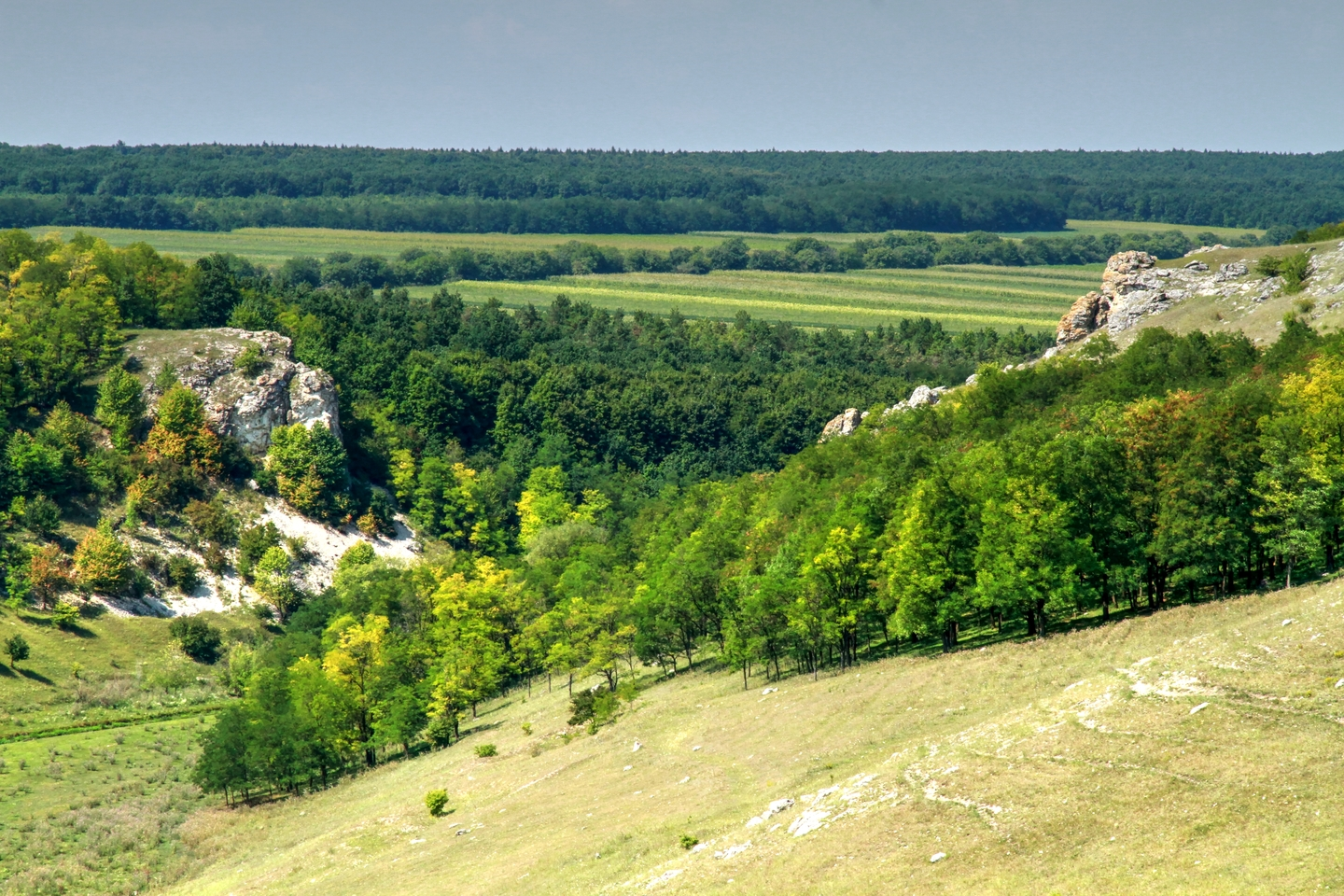
Defileul Borta Ciuntului

### Climă
Nivelul fondului gamma (determinat în principal de conținutul în sol al radionuclizilor naturali), variază de la 12 până la 14 μR/oră. 

### Hidrografie

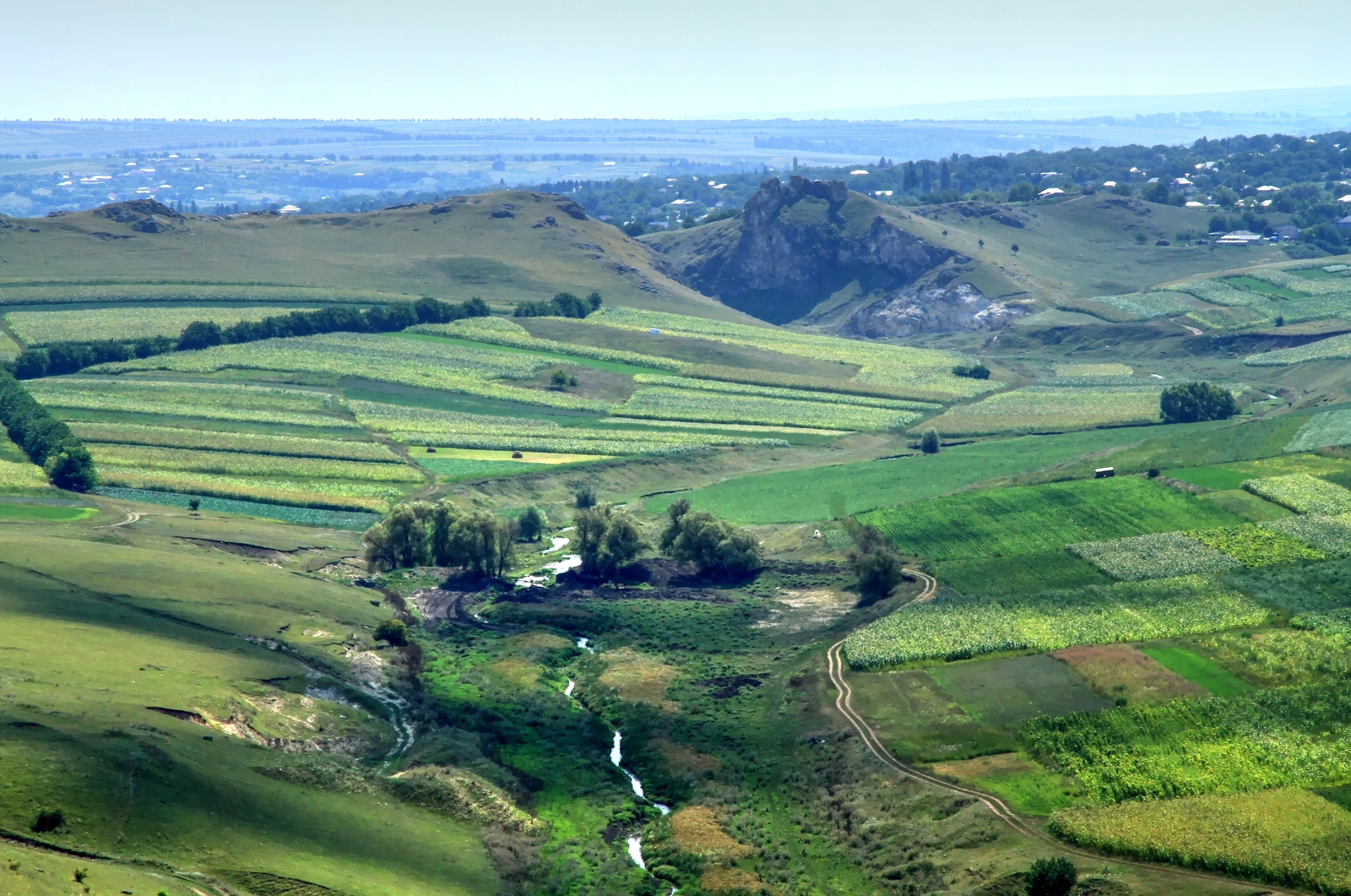
Râul Lopatnic în amonte de Corjeuți.

Râul Lopatnic (Lopatinca) traversează comuna de la nord spre sud pe o distanță de cca 15,3 km. Cursul este bogat în vegetație acvatică, râul fiind puternic colmatat și eutrofizat.

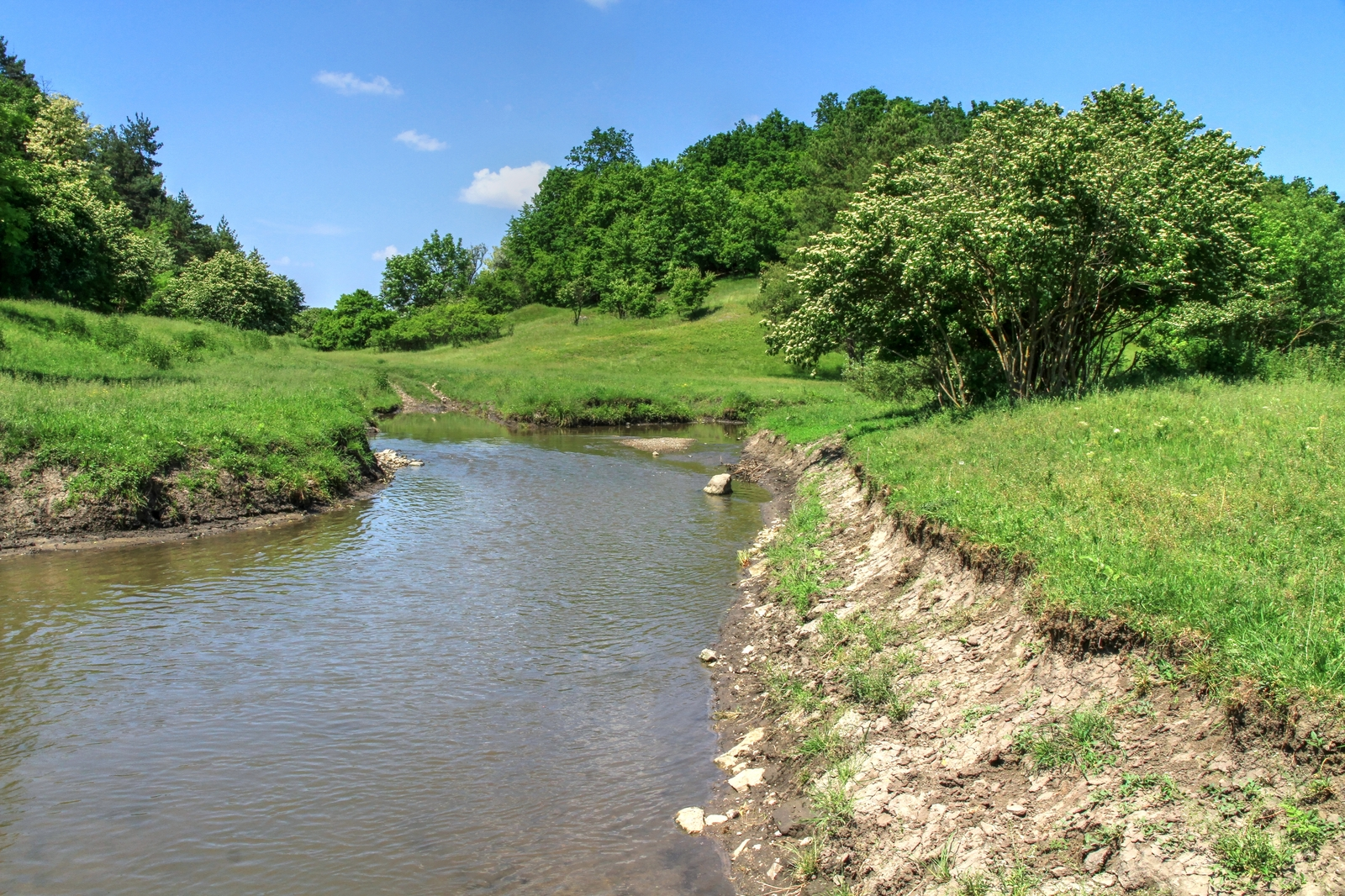
Râul Lopatnic
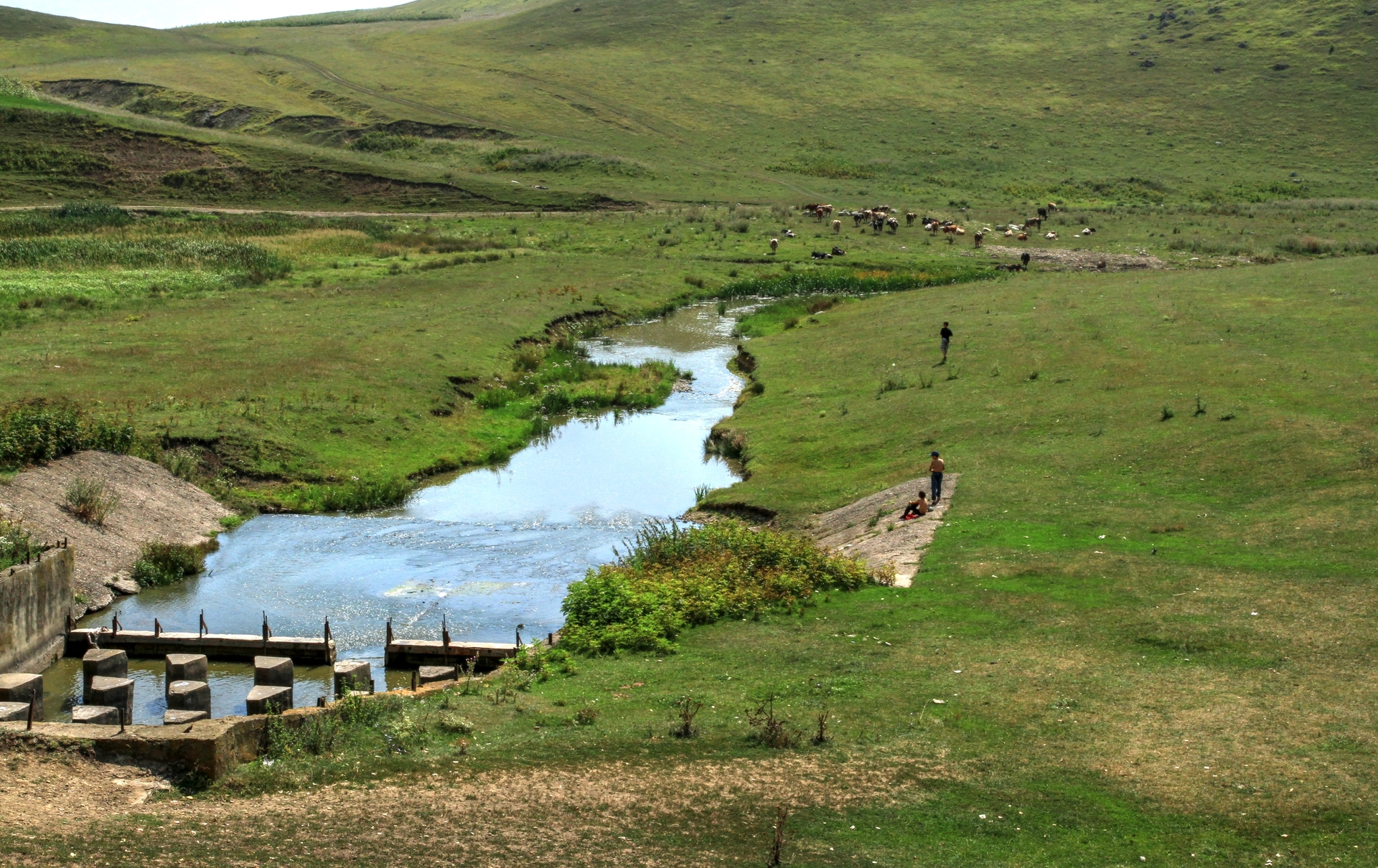
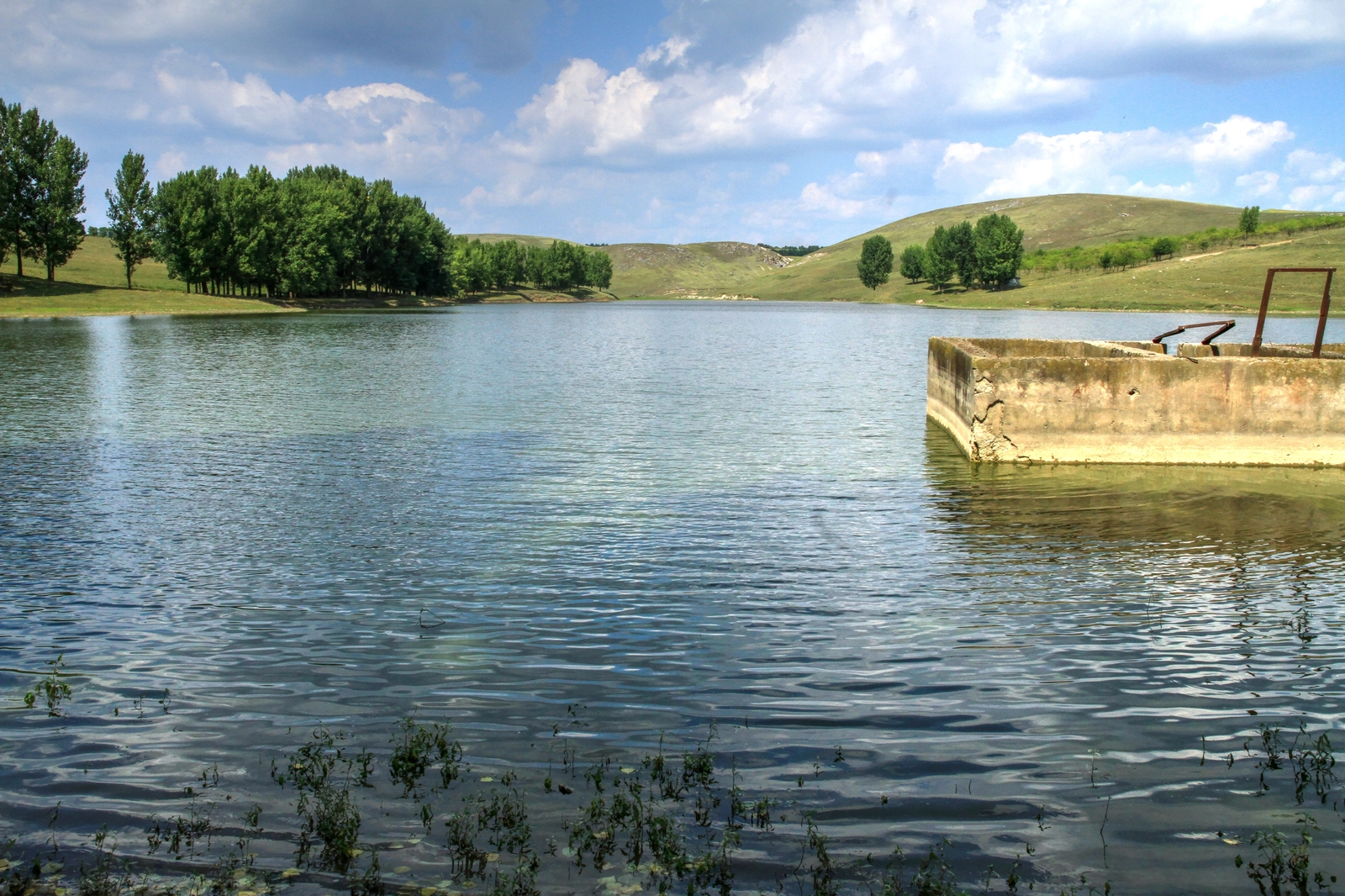
Lacul de acumulare „Lopatinca”

### Soluri
Pe culmile și versanții toltrelor calcaroase predomină soluri de tip rendzinic. Acest tip de sol este reprezentat prin 2 subtipuri: tipice (carbonatice, cu o pondere mai mare) și levigate.

### Floră
Pe pantele calcaroase din preajma satului au fost identificate urechelnița (Sempervivum ruthenicum) - plantă înscrisă în Cartea Roșie a Republicii Moldova și verechie podoliană (Scivereckia podolica) - specie rară.
Fondul silvic ocupă suprafețe mici în cursului râului Lopatnic. În nordul comunei se întâlnesc păduri bogate în specii de arbori și tufari valoroși. Specia dominantă este stejarul obișnuit (Quercus robur) cu arbori de dimensiuni impunătoare de până la 80-90 cm în diametru. În preajma râului se întâlnesc plop și salcie. Algoflora râului Lopatnic este dominată de alge diatomee, alge verzi, cianofite și euglenofite.

### Faună
Ihtiofauna râului Lopatnic este reprezentată de 11 specii de pești: porcușor (Gobio obtusirostris), fufă (Leucaspius delineatus), babușcă (Rutilus rutilus) - specii eudominante; biban (Perca uviatilis), guvidul-de-Amur (Percottus glehni), murgoi bălțat (Pseudorasbora parva), boarță (Rhodeus amarus), caras argintiu (Carassius gibelio), obleț (Alburnus alburnus), osar (Pungitius platygaster), zvârluga (Cobitus taenia) și ghiborț (Gymnocephalus cernuus).

## Legenda numelui

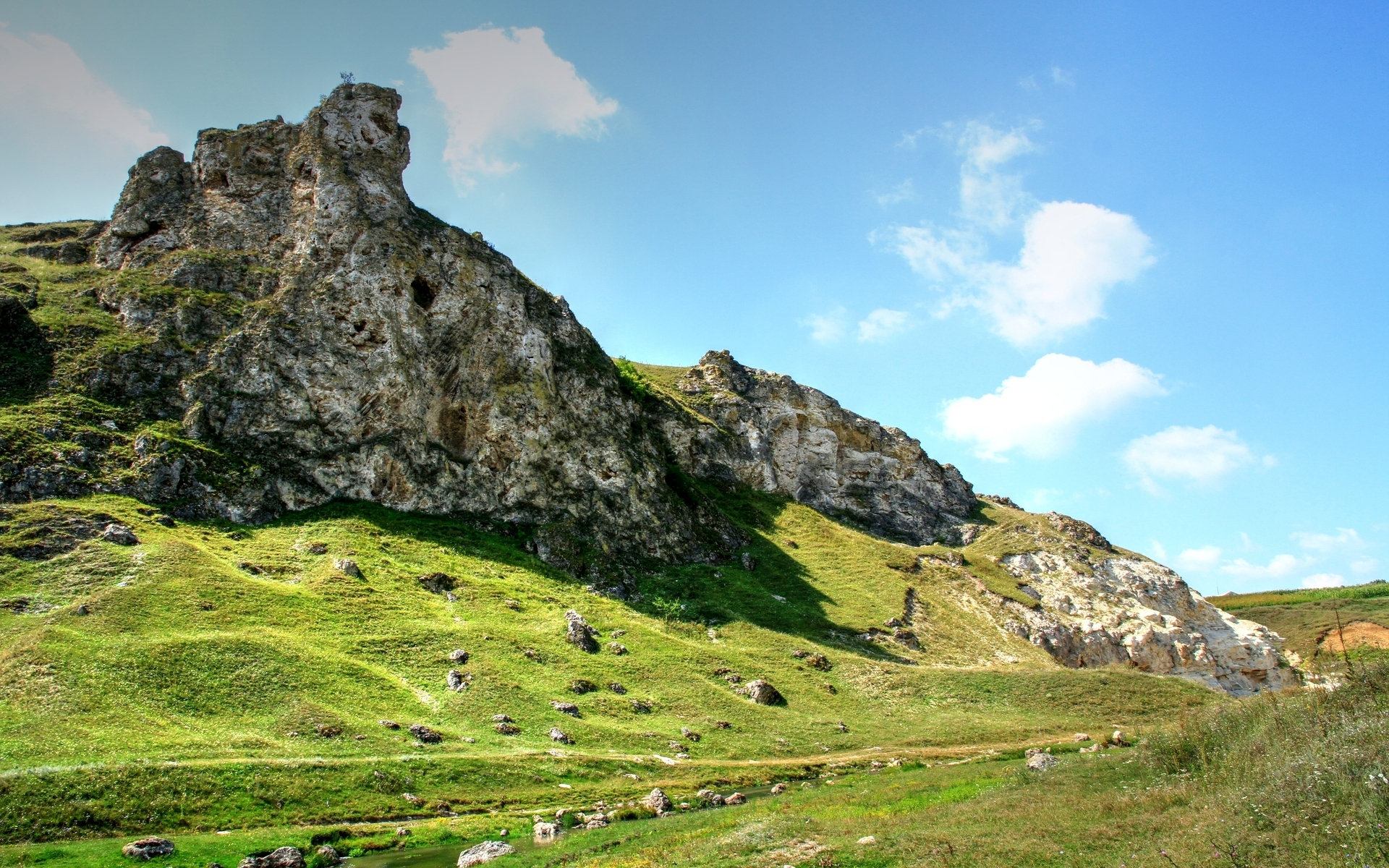
Stânca Țiglău

Există o legendă care explică originea numelui localității: Cândva trăiau 2 tineri, un băiat pe nume Corj și o domniță care se numea Uța, ambii harnici, iubitori de viață și de muncă. De la cei doi – care ai întemeiat o familie, și-a luat numele satul, iar din hărnicia și din darul familiei lor se trage viața plină de hărnicie și de bogăție a oamenilor locului.
| Acest plai pitoresc, Frumos și strămoșesc Are legenda lui, Cunoscută orișicui: Demult, foarte demult, Când erau șerpii în lut, Cu pădure căprioare, Dar în lunci multe cocoare, La foșnetul copacilor, La mirosul macilor, La răcoarea izvorului, La chemarea dorului. S-au întâlnit aici Doi tineri amici: Uța - mândră fată de boier Și Corj - de prin preajmă bun oier. Și le-a zâmbit norocul, Căci splendid era locul Și munca mereu sporea, Din plin pământul rodea. | Frumoasă era fata Uța Și Corj i-a obținut mânuța, Nuntă frumoasă au jucat ei, De-a plăcut chiar și la zei. Pădurile se bucurau, Luncile cântau, Macii înfloreau, Izvoarele murmurau. Trăiau în mare fericire, Pace și veșnică mulțumire, Case bune construiau, Oamenii se minunau. Când copacii mari au crescut Mulți nepoți s-au mai născut, Ei fu duși în pământ tăcuți, Iar satul se numise Corjeuți. |

## Simboluri

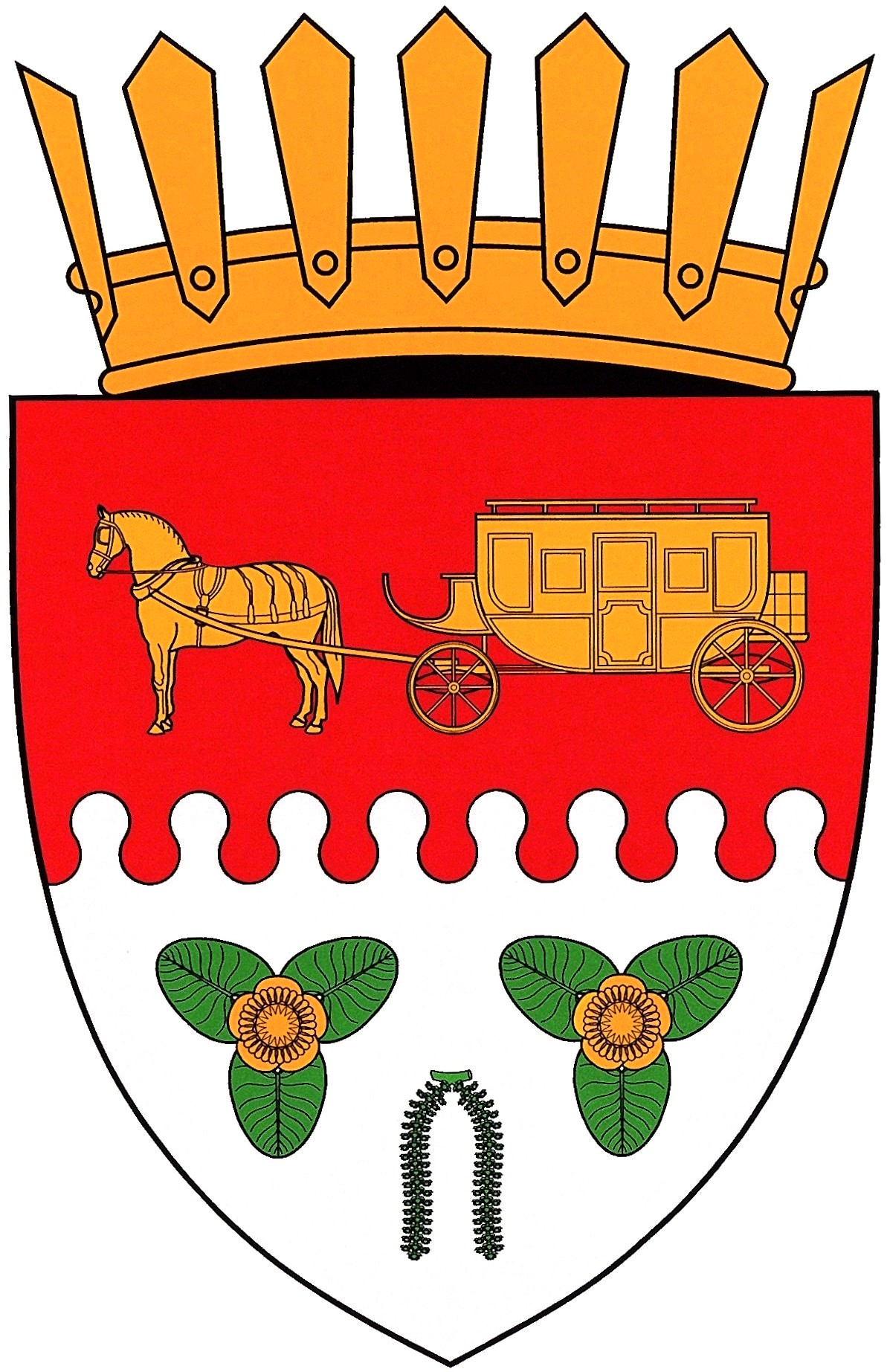
Stema satului aprobată în 2015

Stema satului Corjeuți este reprezentat de un scut tăiat nebulos; sus, în câmp roșu, o diligență înhămată cu un cal, staționând, totul de aur; jos, în câmp de argint, trei flori: două de nufăr galben (Nuphar lutea), de aur și fiecare înconjurată de câte trei frunze verzi, și una de nuc (Juglans regia), cu doi amenți masculini, verde. Scutul timbrat de o coroană sătească de aur.
Drapelul reprezintă o pânză pătrată, roșie, cu talpă decupată nebulos, albă, și purtând în câmpul roșu o diligență înhămată cu un cal, staționând, totul galben.

## Istorie
Primele 4 așezări umane au existat pe aceste meleaguri între anii 4500-3000 î.e.n. Localnicii construiau case din nuiele și lut, se ocupau cu prelucrarea pământului, creșterea animalelor și se îndeletniceau cu meșteșugăritul, făceau diverse obiecte de uz casnic din argilă, cremene și oase de animale. Vasele de argilă erau împodobite cu brâie trasate cu vopsea cafenie, roșie sau albă. În epoca bronzului (1400-1300 î.e.n.) au existat ale 2 sate. Pe locul acestora au rămas movile de cenușă, case arse, vase și alte obiecte. În perioada romană a a luat ființă o altă localitate, distrusă în 376 e.n. de hoardele hunilor. Pe vatra satului au fost identificate grămezi de lut ars, case arse, obiecte casnice etc.
În Istoria ținutului Hotin de la origini până la 1806 (publicat în 2002) pentru prima atestare a satului Corjeuți este indicată data de 14 martie 1618. Însă, după verificarea sursei la care se face referire, se constată confuzie în privința acestei date, din acest motiv nu poate fi considerată prima mențiune a acestei moșii. Prima atestare documentară certă a satului datează din 28 aprilie 1620, când domnul Țării Moldovei Radu Mihnea întărea lui Nicoriță hatman și jupânesei sale o serie de sate din ținutul Hotin, printre care și satul Corjeuți. În 1624 Zalnițchi, un dregător polonez care stăpânea la acea vreme Corjeuții, transmite satul vornicului Nicoară în schimbul la 300 de ughii roșii, haine și alte lucruri. În 1654 o hotărăre de judecată a lui Gheorghe Ștefan voievod întărește închinarea satului către Andreiaș, fost mare medelnicer. La 1661 Radu stolnicul, un urmaș al lui  Andreiaș, lăsa moștenire moșia Corjeuți, soției sale, Elena. Aceasta din urmă, se învoiește în 1692 cu ginerii ei Preda Palade și Gheorghe Moțoc, pentru a stăpâni în două toate moșiile, printre care și satul Corjeuți. Mai târziu satele au fost totuși împărțite, deoarece în 1713 Agafița, sora lui Preda Palade stolnicul, dăruiește ginerelui său Ioan Neniul spătar jumătate din Corjeuți. În 1770 este edificată prima biserică din lemn. În 1774 la Corjeuții se găseau 125 de gospodării. La 1795 proprietara satul este Maria, fiica lui Gheorghe Moțoc. 
În anii 1812-1821 satul aparținea la 2 moșieri: Matei Krupenski (primul viceguvernator al Basarabiei, 1816-1823) și Zamfirachi Ralli. Conform recensământului din 1817 Corjeuții erau un sat înstărit ce avea 2 preoți, 1 dascăl, 1 pălămar, 157 de gospodării, 13 văduve, 29 de burlaci (în total 194 de bărbați). Krupenski deținea 550 de fălci de fâneață, 500 de fălci de pământ arabil, 350 de fălci de imaș, 1 heleșteu, 1 moară, 3 livezi. Ralli avea 750 de fălci de fâneață și 300 de fălci de pământ arabil. Teritorial satul aparținea Ocolului de Mijloc, Ținutul Hotin. Ulterior Corjeuții devin proprietatea generalului I. Nicoriță. Se presupune că în acea perioadă s-a construit o ratușă cu han, baie, o dugheană, grajduri. În 1820 biserica este reconstruită din piatră.
În 1859 în sat erau 148 de gospodării, 560 de bărbați și 572 de femei, funcționa o distilerie a spirtului cu o capacitate de 21069 vedre de alcool.  Distileria fondată de boierul Melnikov la mijlocul secolul XIX era un din cele mai mari întreprinderi industriale din Basarabia. Următorul posesor al moșiei și distileriei devine V. Kalmuțchi. Prima instituție de învățământ a fost înființată în 1861 - anume o școală parohială pe lângă biserică. În conformitate cu hotărârea Cârmuirii provinciei Basarabia din 5 martie 1864, Administrația de plasă Corjeuți a fost transferată în târgul Edineț. În 1869 copii erau instruiți de preotul Mihail Lungu, iar în 1884 de învățătorul Iosif Rudnițchi, decorat cu Medalia de argint și Panglica Alexandru pentru succesele pedagogice. În anul școlar 1884/1885 în catalog erau înregistrați 57 de băieți și 3 fete. Toate disciplinele se predau exclusiv în limba rusă. Materialul didactic utilizat de elevi era reprezentat de 230 de cărți și 182 de manuale. Conform statisticilor din 1886 în Corjeuți erau 411 de gospodării și 1657 de locuitori, biserică ortodoxă, școală și stație poștală. În a doua jumătate a secolului XIX în sat funcționau o moară cu aburi, o fermă de producere a cărnii care exporta în guberniile centrale ale Rusiei și Polonia, o livadă exploatată industrial.
Conacul familiei Krupensky din Corjeuți

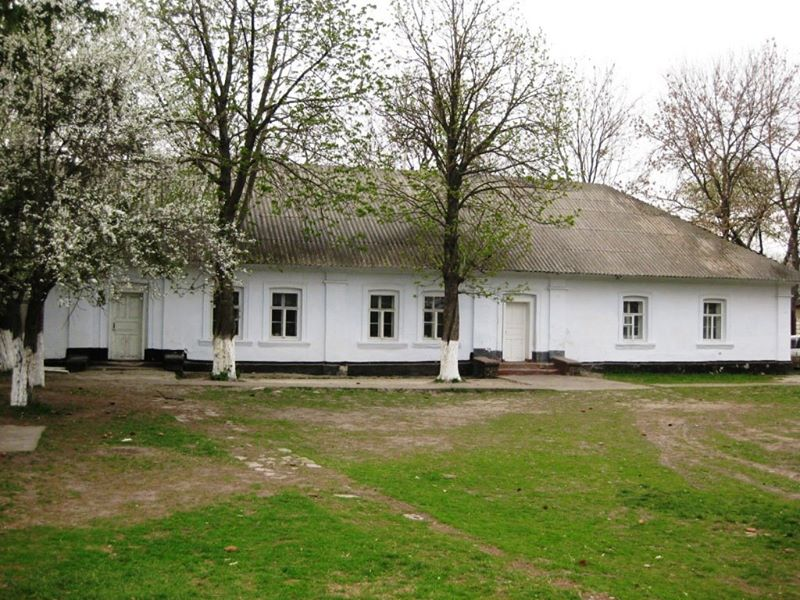
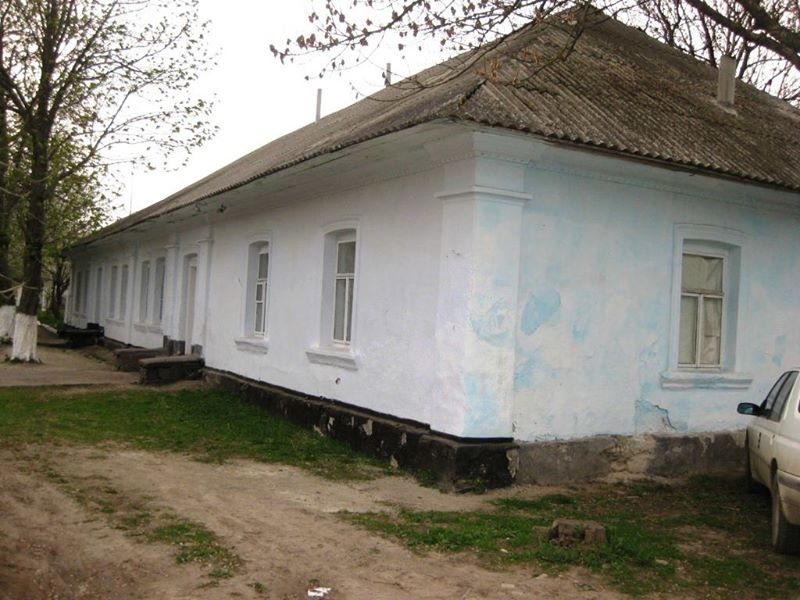
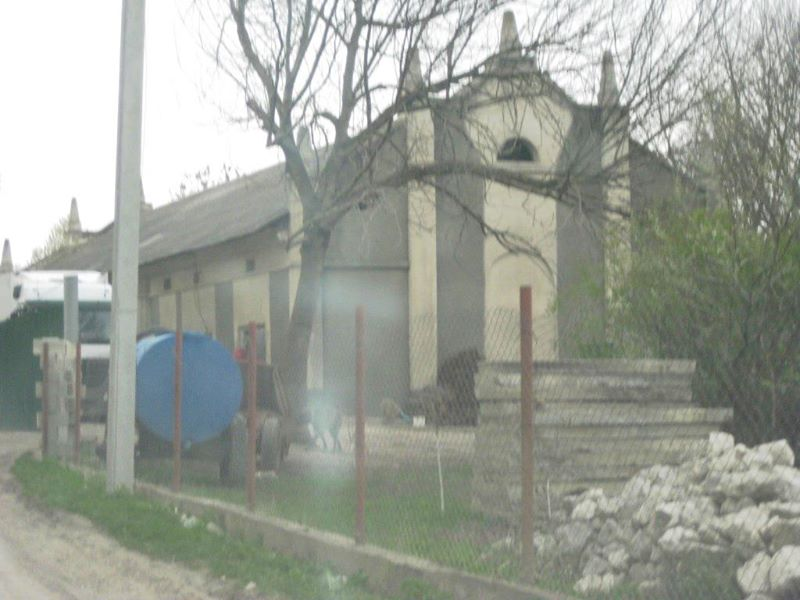
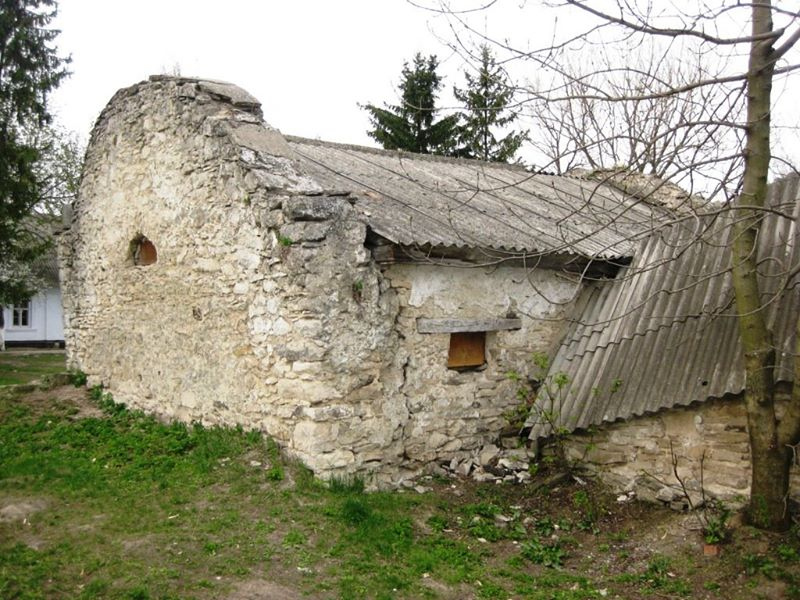
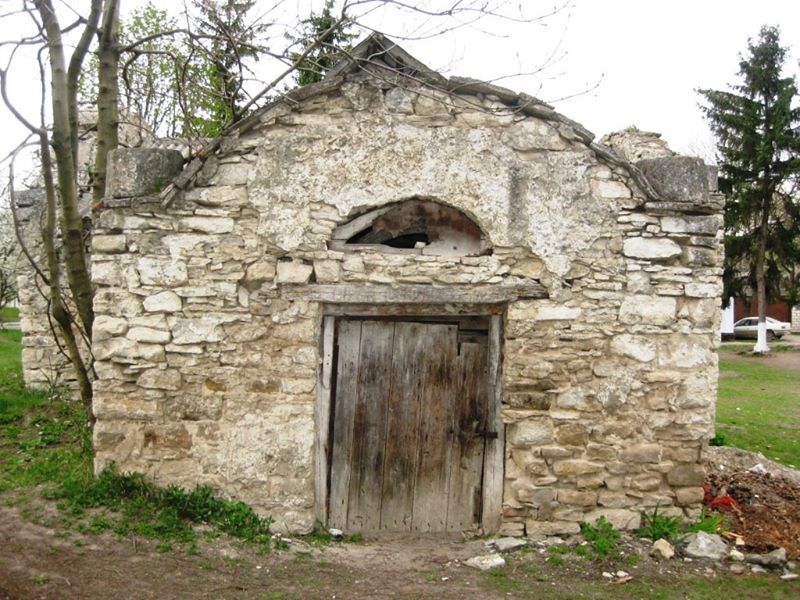

La începutul secolului XX, cu drept de arendă evreul Iosif Caufman dispunea pe moșie de 800 desetine de pământ arabil și 354 desetine de păduri, iar restul de 2000 de desetine se afla în stăpânirea țăranilor. Conform „Dicționarului geografic al Basarabiei” din 1904 satul Corjeuți făcea parte din Ținutul Hotin, volostea Edineț, fiind așezat pe șoseaua ce mergea de la Edineț spre Lipcani. Avea 298 case, cu o populație de 2310 suflete; biserică; o școală cu 60 elevi din 160 copii de vârstă școlară; 814 vite mari. Datele statistice din 1910 indică populația satului de peste 2800 de persoane, iar aici funcționau: o biserică, o școală, o stație poștală și câteva prăvălii. În apropierea localității se află o prisacă, o livadă și o podgorie.
     Români (94,19%)
     Evrei (4,67%)
     Ruși (1%)
     Alte etnii (0,14%)
La 27 martie 1918 Sfatul Țării votează Unirea Basarabiei cu România. În 1919 se deschide prima școală de VII clase cu predare în limba română. În 1924 funcția de primar era deținută de Gheorghe Arman, ce de notar - de Pavel Iacuboi. În același an, în Corjeuți funcționau: banca populară „Lumina” cu un capital de 20.000 lei, 2 băcănii, 5 cârciumei, 4 magazine de manufacturi, o moară de cereale și 2 mori pentru ulei. De asemenea, activau cooperativele: „Ajutorul”, „Potrivirea” și „Sufletul”. La recensământul general din 1930, desfășurat în toată România, în Corjeuți au fost înregistrați 4371 de locuitori, inclusiv: 4117 români, 44 ruși, 5 ucraineni, un polonez și 204 evrei. Limba româna era ca limbă maternă pentru 4105 persoane, rusa - 49 persoane, ucraineana - 8 persoane, idiș - 209 persoane.
După anexarea Basarabiei de către Uniunea Sovietică în vara anului 1940, județul Hotin, inclusiv satul Corjeuți, este inclus în componența RSS Ucraineană. În luna noiembrie aceluiași an, hotarele dintre RSSM și RSSU sunt revizuite și teritoriul de sud al județul Hotin, cu comuna Corjeuți, este transferat în județul Bălți.
Imediat încep represiunile, în 1940 5 persoane (inc. 1 femei și 3 copii) sunt deportate în Siberia, în 1941 - alte 5 persoane (inc. 1 femei și 2 copii). La recensământul din 1941 în Corjeuți au fost înregistrați 4.430 de locuitori și 1.115 de clădiri. Pe fronturile celui de-al Doilea Război Mondial și-au pierdut viața 64 de bărbați din Corjeuți. Imediat după reocuparea Basarabiei în 1944, sovieticii au reluat deportările „dușmanilor poporului”:
- în 1944 - 4 persoane;
- 1945 - 2 persoane;
- 1946 - 1 persoană;
- 1947 - 1 persoană;
- 1948 - 2 persoane (inc. 1 femei);
- 1949 în cadrul operațiunii Iug (Sud) au fost ridicați în plină noapte 178 de persoane (inc. 45 de femei și 86 copii);
- 1950 - 2 persoane;
- în 1951 sovieticii desfășoară operațiunea Nord îndreptată îndeosebi împotriva martorilor lui Iehova, 296 de persoane (inc. 82 de femei și 141 de copii) sunt deportate în regiunile Tomsk, Tiumen și RSS Kazahă
- 1952 - 19 persoane;
- 1953-1954 - 19 persoane.

     Români (99,08%)
     Ruși (0,57%)
     Ucraineni (0,32%)
     Alte etnii (0,03%)
În perioada sovietică în Corjeuți se afla sediul colhozului „Congresul XIX al PCUS”. Sectorul agroindustrial era reprezentat de un punct de vinificație primară, o fabrică de nutrețuri combinate, un centru de colectare și uscare a fructelor, o moară. Producția globală în 1970 a fost de 2,6 mil. ruble, producția realizată - 2,0 mil. ruble, inclusiv: cultura plantelor tehnice - 664 mii ruble, creșterea animalelor - 572 mii ruble, pomicultura și viticultura - 516 mii ruble, cultura cerealelor - 164 mii ruble, legumicultura - 64 mii ruble. Venitul net a fost de 747 mii ruble. În sfera socială funcționau o școală medie, o școală de 8 ani, 4 grădinițe, o casă de cultură cu instalație pentru cinematografe, 2 biblioteci, oficiul poștal, farmacie, ambulatoriu, spital, atelier de deservire socială, brutărie. În 1979 în Corjeuți au fost numărați 3076 de bărbați și 3212 de femei. La ultimul recensământ unional din 1989 populația Corjeuților număra 6621 de oameni, inclusiv: moldoveni - 6560 persoane, ruși, 37 persoane, ucraineni - 21 persoane, doi găgăuzi și o persoane de altă etnie.
La 27 august 1991 Republica Moldova își declară independența față de URSS. În noile condiții, Corjeuții au fost primii care au început împroprietărirea țăranilor cu pământurile fostelor gospodării colective. La sfârșitul secolul XX în sat activau peste 200 de gospodării agricole individuale ce prelucrau 1,7 mii de ha, având în posesie mijloace tehnice: 54 de camioane, 5 limuzine, 610 motociclete. Câteva grupuri de țărani s-au încadrat în programul olandez de creștere  a legumelor după tehnologii avansate. În perioada de după independență se dezvoltă intens sectorul transporturilor. Au fost fondate companiile „Nord-Trans-Iacuboi” și „Nord-Trans-Zosim” - care asigură transportul internațional al mărfurilor, „Corjeuți-Trans-Petrol” - livrează combustibil, inclusiv în satele vecine. La începutul anilor 2000 la Corjeuți activau peste 20 de magazine, restaurante și cafenele.

## Administrație
Consiliul local este alcătuit din 17 deputați aleși direct prin vot pe o perioadă de 4 ani. Componența Consiliului local Corjeuți (15 consilieri), ales la 5 noiembrie 2023, este următoarea:
|  | Partid                                       | Consilieri | Componență | Componență | Componență | Componență | Componență | Componență | Componență | Componență | Componență | Componență |
|  | -------------------------------------------- | ---------- | ---------- | ---------- | ---------- | ---------- | ---------- | ---------- | ---------- | ---------- | ---------- | ---------- |
|  | Partidul Acțiune și Solidaritate             | 10         |            |            |            |            |            |            |            |            |            |            |
|  | Partidul Socialiștilor din Republica Moldova | 5          |            |            |            |            |            |            |            |            |            |            |

## Populație
Moldoveni/români (98,66%)
     Ucraineni (0,87%)
     Alte etnii (0,47%)
Conform datelor recensământului din anul 2004, populația Corjeuților era constituită din 7570 de locuitori,  din care 3724 de bărbați (49,19%) și 3846 de femei (50,81%).
Corjeuți - evoluția demografică

|  | Graficele sunt indisponibile din cauza unor probleme tehnice. Mai multe informații se găsesc la Phabricator și la wiki-ul MediaWiki. |

Date: Recensăminte sau birourile de statistică - grafică realizată de Wikipedia

Din punct de vedere etnic, comuna este o localitate mononațională. 
| Naționalitatea     | 1989    | 1989  | 2004    | 2004  |
| Naționalitatea     | numărul | %     | numărul | %     |
| ------------------ | ------- | ----- | ------- | ----- |
| Români             | 6560    | 99,07 | 7469    | 98,66 |
| Ucraineni          | 21      | 0,31  | 66      | 0,87  |
| Ruși               | 37      | 0,55  | 28      | 0,37  |
| Găgăuzi            | 2       | 0,03  | 0       | 0,0   |
| Alte naționalități | 1       | 0,01  | 7       | 0,09  |
| Total              | 6.621   | 100   | 7.570   | 100   |

În satul Corjeuți au fost înregistrate 2264 de gospodării la recensământul din anul 2004, iar mărimea medie a unei gospodării era de 3,3 persoane.

## Social

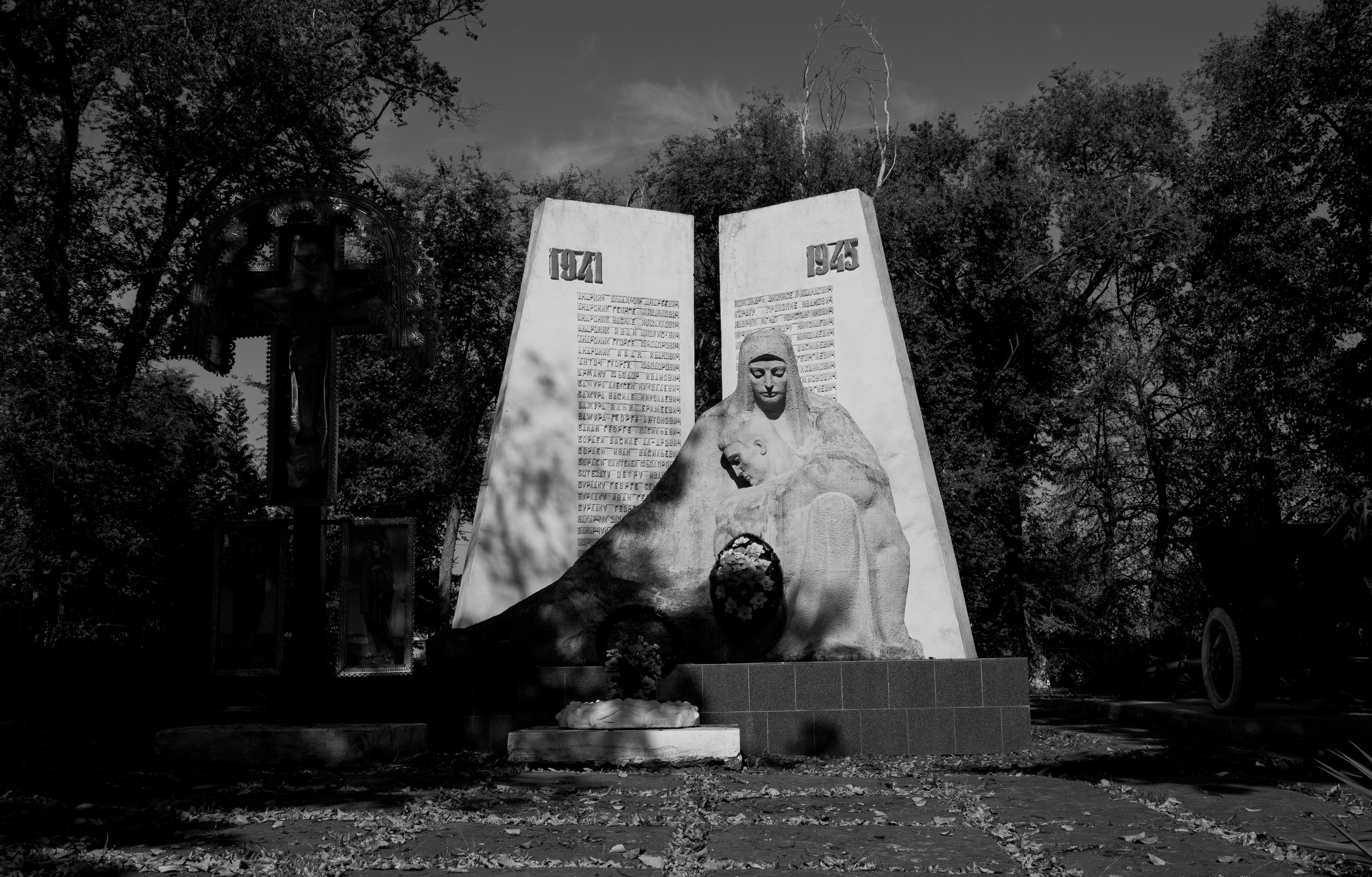
Monumentul în memoria consătenilor căzuți în Al Doilea Război Mondial.

Din 1999 în Corjeuți activează Organizația Teritorială Briceni a Mișcării Ecologiste din Moldova. Personalul este alcătuit din 20 de persoane (2 colaboratori științifici, 3 pădurari, o profesoară, 1 agronom (lider al asociației țărănești). Scopul organizației constituie protecție și prevenirea distrugerii patrimoniului natural.
În satul Corjeuți convețuiesc 5 confesiuni religioase. Chiar dacă ortodocșii constituie cel mai numeros cult, asistența la slujbele săptămânale la biserică este de 150 oameni (1,88 % din populația totală localității). Însă în perioada sărbătorilor mari numărul persoanelor prezente la slujbă este mai mare. Biserica penticostală „Maranata” are 625 de membri (2008). În 2002, în cadrul bisericii Maranata s-a deschis școala biblică care pregătește lucrători care să participe în slujire. Martorii lui Iehova alcătuiesc 5 comunități care întrunesc împreună circa 500 de adepți (peste 6% din populație). Biserica baptistă din Corjeuți număra în 2011 168 de membri. De asemenea, în sat există și o comunitate a Bisericii adventiste de ziua a șaptea.

## Cultură și educație
Casa de Cultură își desfășoară activitatea din 1963, în cadrul ei fiind organizate diverse acțiuni artistice. 
În Corjeuți funcționează 2 instituții de învățământ. Liceul teoretic este frecventat de circa 1300 de elevi (2008). La începutul anului școlar 2013/2014 în liceu 23 de clase complete, în fiecare clasă de la 20 până la 38 de elevi. Clădirea liceului a fost edificată în 1973. În 2008 s-a construit o minicazangerie modernă la liceu, reînnoindu-se integral sistemul de încălzire. Gărdinița „Miorița” are o capacitate de 8 grupe de copii. În 2008 la grădiniță erau înscriși 130 de copii repartizați în 5 grupe.
Prima școală a fost fondată la 12 februarie 1869 prin emiterea unui decret de către departamentul Învățământului public gubernial din Basarabia. Până atunci, din 1861, copiii erau instruiți pe lângă biserică de către preotul Mihail Lungu.

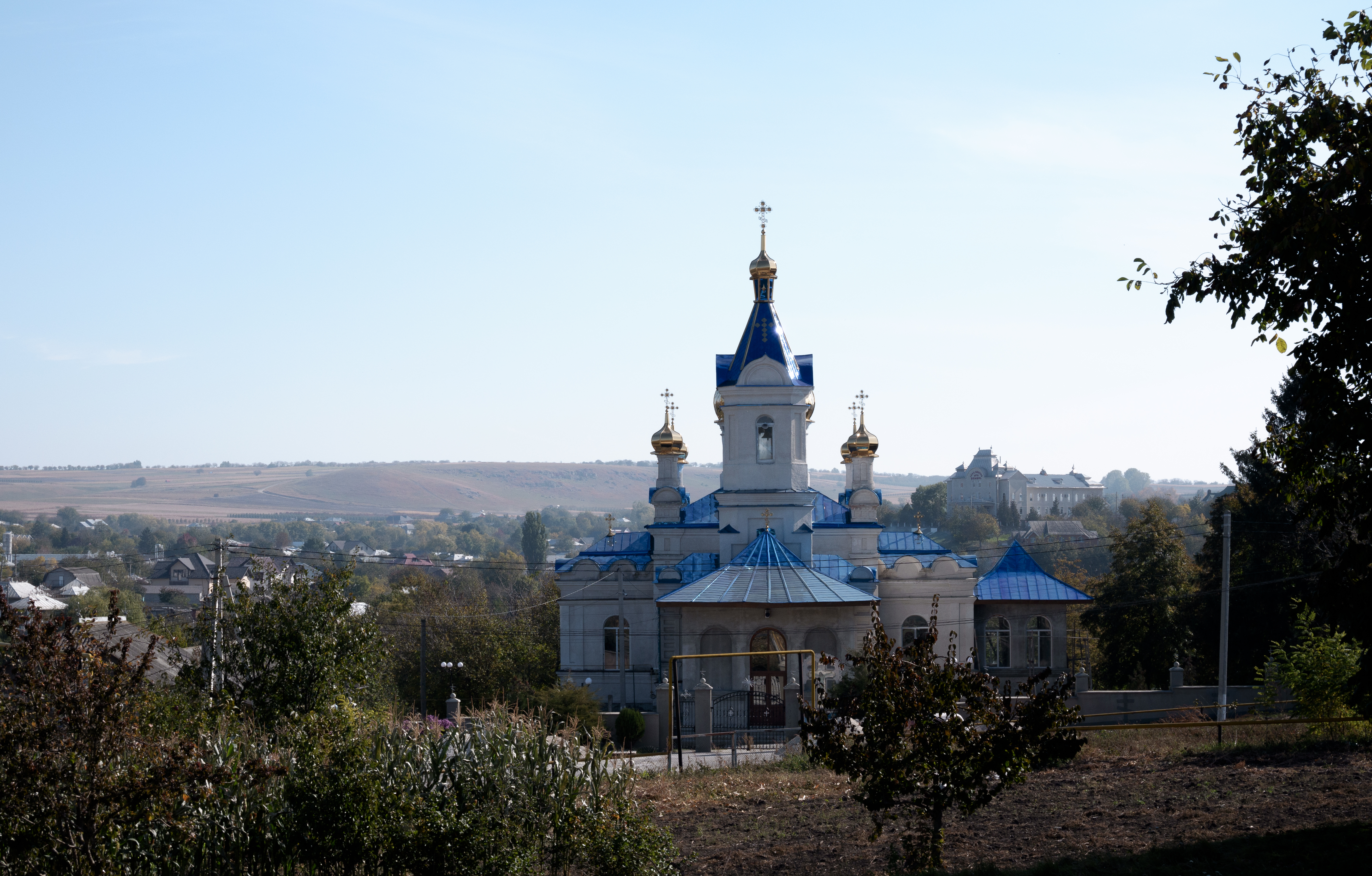
Biserica ortodoxă „Sf. Arhanghel Mihail” din Corjeuți, în fundal, pe dreapta se vede Biserica penticostală „Maranata”.

Învățător și director al școlii a fost numit Iosif Rudnițki din regiunea Penza. Firește, el nu cunoștea limba română. Pe atunci, se studia după un program uni pentru tot Imperiul Rus. Toate disciplinele erau predate în limba rusă (religia, cântul bisericesc, istoria Rusiei, aritmetica). Elevii, din cauza cunoașterii slabe a limbii străine de predare, însușeau materia în mod mecanic. În 1872 școala este inspectată de către episcopul Chișinăului și al Hotinului - Pavel. În raportul său publicat în „Sbornic Besarabsskoi zemstvî” (Catalogul Zemstvei din Basarabia) episcopul scria: „Școala se află într-o clădire învechită, are numai 30 elevi. Ei sînt slab dezvoltați, au cunoștințe insuficiente”. Limba rusă era o barieră în acumularea cunoștințelor de către generația în creștere. Rezultate mai bune obțineau elevii în familia cărora se vorbea rusește. De ecemplu, fiul preotului Mihail Lungu, care a învățat primele două clase la Corjeuți în 1907, este admis la Universitatea din Iuriev, la facultatea de drept, pe care o absolvește cu succes.
În 1919, la un an după Marea Unire, la Corjeuți se deschide prima școală națională - școala primară de patru ani. O contribuție deosebită la dezvoltarea învățământului primar a avut învățătorul Ivan Ivanovici Pogorilovschi care în 1903, după decesul lui Iosif Rudnițki e numit director al școlii. În amintirea corjeuțenilor el a rămas învățătorul tuturor generațiilor. De bună seamă - Ivan Ivanovici, căci așa îl numeau pe atunci, a dăscălit trei generații de învățăcei. După promulgarea legii învățământuilui în 1924, școala primară și secundară avea unele avantaje față de sistemul instruirii din perioada ocupației rusești. A fost introdus învățământul obligatoriu de 7 ani, astfel încât, începând cu 1930 copiii din Corjeuți puteau să învețe până în clasa a VII-a. Printre primii elevi care au absolvit școala au fost Vasile Maftioi, Vasile Voroșan, Vasile Tutelea, Vasile Stâncă. Toți aceștia după ce și-au făcut studiile în diferite instituții de peste Prut au revenit în satul natal și s-au consacrat pentru toată viața profesiei de a instrui și a educa copiii. Sus-numiții pedagogi, la care s-au alăturat mai târziu Ion Carpovici, Teodor Tîșcu, Dumitru Turcuman, Teodora Surugiu, Alexandra Galben, Dora Lisacovici, Dumitru Alexandra Zasiavnețchi, Nina Cosovan, Leonid Surugiu, Lidia Olmad, Daria Chisari și mulți alții au păstrat și au dezvoltat tradițiile școlii românești.
Un capitol aparte s-ar cuveni să fia consacrat activității pedagogice (cei drept, de scurtă durată, dar plină de amintiri frumoase) în școala din Corjeuți a două personalități notorii în republica și peste hotare - poetul Grigore Vieru și maestrul de muzică Dumitru Blajinu. De fapt, cei doi tineri veniți din satul vecin Pererîta, anume aici, la Școala din Corjeuți, și-au început cariera.

## Economie
Principala ocupație a corjeuțenilor o constituie agricultura: însă mulți localnici se află plecați peste hotarele țării. Peste 2000 de corjeuțeni lucrează în Paris și în împrejurimile sale. Suprafața fondului funciar a satului Corjeuți constituie 5251 ha. Terenurile cu destinație agricolă ocupă 3271 ha, inclusiv: teren arabil – 3124 ha, plantații multianuale – 299 ha (231 ha de livezi). Pășunile ocupă aproximativ 415 ha. În 2011, gospodăriile agricole dispuneau de 630 de tractoare și peste 300 de mașini de mare tonaj.

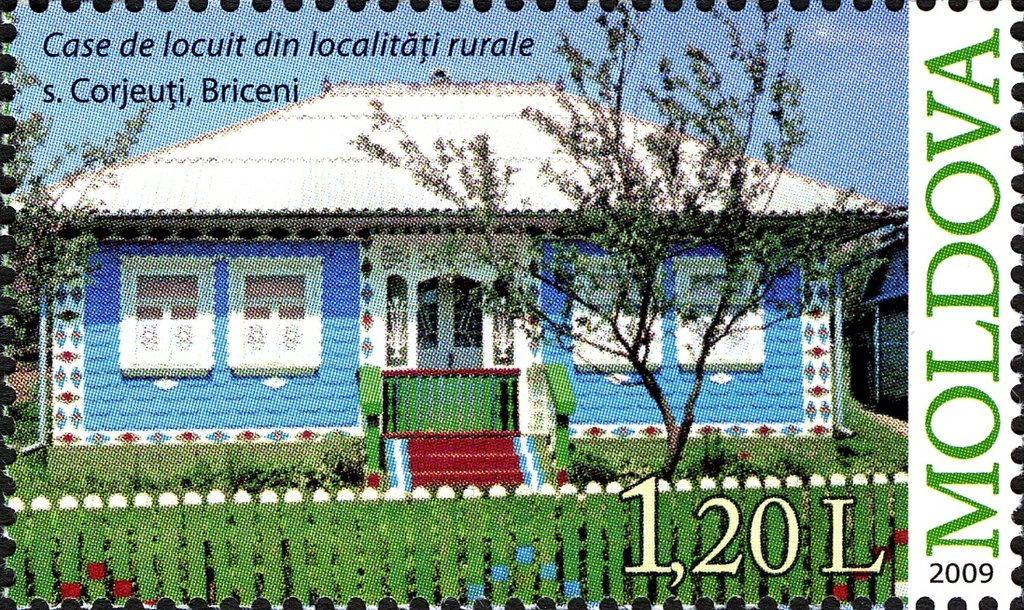
Casă de locuit veche din Corjeuți, ilustrată pe un timbru din 2009.

Inițial o bună parte din agricultori au activat în baza proiectului olandez „Dezvoltarea Horticulturii”, care avea drept scop creșterea legumelor, în special a castraveților și a roșiilor, însă au fost însămânțate și câteva parcele experimentale cu cartofi. În cele din urmă, cultivarea cartofilor s-a dovedit a fi cea mai profitabilă afacere. Țăranii de la Corjeuți reușesc să obțină câte 14 - 15 tone de cartofi la hectar, iar pe terenurile irigate recolta este de 25 - 30 t/ha, aceasta atingând uneori chiar cota de 40 t/ha. Toamna, sunt aduși la strânsul recoltei în jur de 3500 de muncitori din raioanele din sudul Moldovei. Una din cele mai mari companii din domeniul agrar este „Arman-Plant”, specializată în cultivarea legumelor: cartof, ceapă, morcov, varză, sfeclă roșie etc. Întreprinderea a fost fondată în 1995 având în prezent un personal de 50 de lucrători. 
De asemenea în Corjeuți funcționează și câteva întreprinderi industriale de prelucrare a produselor agricole. Întreprinderea „Servest-Agro” SRL produce conserve din legume și fructe: bulion de roșii, roșii uscate, castraveți murați ș.a., iar o parte din producție este exportată în Rusia și statele Uniunii Europene. SA „Combifuraj” este specializată în producerea făinii de grâu, a uleiului de floarea soarelui, comercializarea nutrețurilor și aditivilor pentru animale. SRL „Muncel Agro” se ocupă cu cultivarea porumbului, grâului, cartofilor, soii, merelor, producerea făinii, pastelor făinoase și oferă servicii de prelucrare și pregătire a terenurilor agricole.   
La Corjeuți activează o pizzerie, câte o agenție a Băncii de Economii și a Moldinconbank, asociația de economii și împrumut „Elizomon”, 2 farmacii., stații de alimentare cu benzină, gaz și alte tipuri de combustibili.
E singura localitate din Republica Moldova care are o rută directă până în capitala Franței: Corjeuți-Paris.
Serviciile de telecomunicații prezente în localitate sunt: telefonie mobilă și fixă, televiziune prin cablu și digitală, internet, oficiu poștal.

### Festival
Din 2012, toamna are loc Festivalul cartofului „Mai mult decât a doua pâine” cu scopul promovării culturii cartofului și calitatății bucatelor tradiționale gătite din cartofi. Programul include: iarmaroc al produselor agricole, târg al meșterilor populari, concurs de desene, prezentare a noilor tehnologii de cultivare a cartofului, un spectacol de muzică și de dans cu participarea formațiilor artistice din regiune și din țară cu genericul „Cartoful – a doua pâine”, concurs al bucatelor din cartofi (cu degustare), concurs al standurilor cu legume, , concert cu participarea interpreților de muzică populară și ușoară, horă a satului și altele. Festivalul este organizat de Agenția de Dezvoltare Regională Nord și Primăria Corjeuți, în parteneriat cu Ministerul Agriculturii și Industriei Alimentare, Ministerul Dezvoltării Regionale și Construcțiilor și Consiliul Raional Briceni.

### Utilități
În 2001 a fost câștigat un grant pentru construirea unei rețele de aducțiune pentru gaz, la nivelul localității. În luna noiembrie a aceluiași an a fost fondată Asociația Utilizatorilor de Gaz „Corjeuți-Gaz”. Într-un an și două luni au fost construite un gazoduct de presiune înalt de 2,8 km lungime și unul de presiune medie de 1,7 km. Până în 2008 la rețeaua de gazoduct au fost conectate 984 de gospodării.

## Relații externe
În acest 2013, în contextul Zilelor RDN, primarul de Corjeuți, Victor Andronic, și primarul comunei Aloja, Valdis Barda, au semnat un acord de colaborare cu scopul promovării exportului produselor autohtone, dezvoltării relațiilor socio-economice și culturale etc.

## Personalități

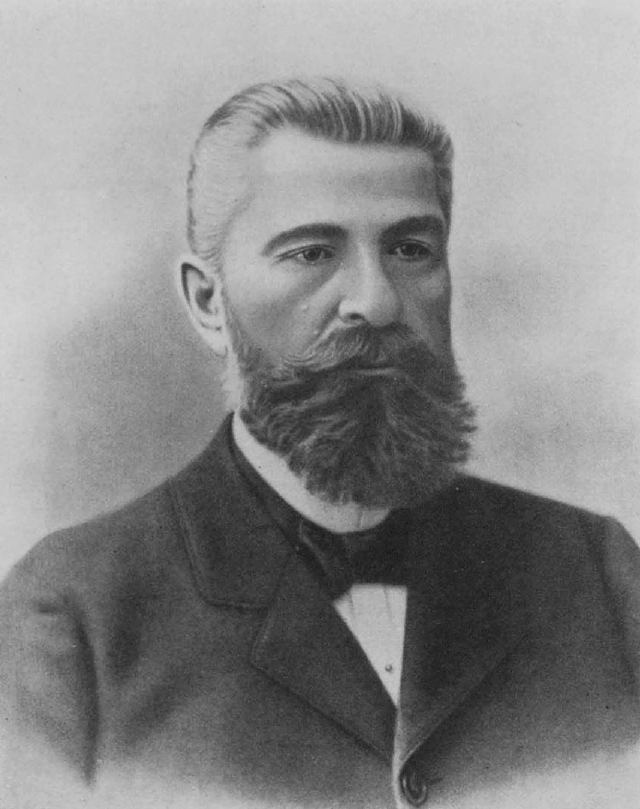
Mihail Krupensky

### Născuți în Corjeuți
- Mihail Krupensky (1851–1905), mareșal al nobilimii din Basarabia între anii 1897 și 1905.
- Gheorghe Banariuc (1951–2022), muzician moldovean

## Vezi și
- Biserica Sfântul Arhanghel Mihail din Corjeuți
- Conacul Krupenski din Corjeuți